# Banachiewicz (månkrater)
För andra betydelser, se Banachiewicz.
Banachiewicz är en nedslagskrater på månen. Banachiewicz har fått sitt namn efter den polske astronomen Tadeusz Banachiewicz.
Kratern har den diameter på ungefär 99 km.

## Satellitkratrar
| Banachiewicz | Latitud | Longitud | Diameter |
| ------------ | ------- | -------- | -------- |
| B            | 5.3° N  | 78.9° Ö  | 24 km    |
| C            | 7.0° N  | 75.4° Ö  | 19 km    |
| E            | 7.5° N  | 74.7° Ö  | 7 km     |